# قيم عائلة آدامز
ذا أدامز فاميلي فاليوز أو قيم عائلة آدامز (بالإنجليزية:Addams Family Values) فيلم أسود كوميدي أمريكي أنتج عام 1993 وهو من إخراج باري سونينفيلد وكتبه بول رودنيك ، استنادًا إلى الشخصيات التي أنشأها المؤلف الأمريكي تشارلز آدامز ويعتبر الجزء الثاني لفيلم عائلة آدامز الذي عرض عام 1991.

## القصة
ينجب جوميز ومورتيشيا آدامز طفلاً، فيستأجران المربية ديبي جيلينسكي لرعاية ابنهما حديث الولادة بوبيرت. يحدث هذا بعد عدد من المحاولات الفاشلة من قبل أشقائه وينزداي وبوجسلي لقتله، والتي يوبخهم عليها جوميز ومورتيشيا بلطف.
ديبي هي قاتلة متسلسلة تتزوج ثم تقتل العزاب الأثرياء للحصول على ميراثهم. بعد أن أغوت العم فيستر، أصبحت وينزداي تشك في نواياها. للحفاظ على غطائها، تخدع ديبي جوميز ومورتيشيا ليصدقا أن وينزداي وبوجسلي يريدان الذهاب إلى معسكر صيفي. يتم إرسال وينزداي وبوجسلي إلى معسكر شيبيوا، الذي يديره جاري وبيكي جرينجر المرحان. هناك، يتم اختيارهما من قبل المستشارين والفتاة الشعبية والمتغطرسة أماندا باكمان بسبب مظهرهما وسلوكهما الغريبين. ينجذب جويل جليكر، وهو قارئ نهم ومنبوذ مثله، إلى وينزداي. تتزوج ديبي وفستر.
في حفل توديع العزوبية الخاص بها، تشعر ديبي بالنفور من عائلة آدامز وأقاربها. وفي حفل زفافهما، يعلن فستر بشغف وعاطفة شديدة عن إخلاصه الأبدي، بينما تقدم ديبي ردًا باهتًا. وفي شهر العسل، تحاول دون جدوى قتل فستر بإلقاء جهاز راديو في حوض الاستحمام. وبسبب إحباطها، تجبره ديبي على قطع العلاقات مع عائلته؛ وعندما يحاولان زيارة فستر وديبي في منزلهما، يتم رفضهما. ويشعر آل آدامز بالفزع عندما يكتشفون أن بوبرت قد تحول إلى طفل ذي عيون زرقاء وخدود وردية وشعر أشقر. وتعزو جدته هذا إلى حياته الأسرية المضطربة، ويصاب جوميز باكتئاب شديد.
في معسكر شيبيوا، يختار المستشارون وينزداي لتلعب دور بوكاهونتاس في مسرحية غاري "ديك رومي اسمه الإخوانية" في عيد الشكر. عندما رفضت المشاركة، تم إرسالها هي وبوجسلي وجويل إلى "كوخ التناغم" في المخيم وأُجبروا على مشاهدة ساعات من أفلام الترفيه العائلية والبرامج التلفزيونية المفيدة. بعد ذلك، تظاهر الثلاثة بالمرح، ووافقت الأربعاء على المشاركة. ومع ذلك، أثناء العرض، عادت إلى طبيعتها. بمساعدة جويل وبوجسلي والمنبوذين الآخرين، تمكنوا من القبض على أماندا وجاري وبيكي من خلال إشعال مجموعة الحجاج. لاحقًا، تبادل الأربعاء وجويل قبلتهما الأولى قبل أن تغادر، مع بقاء جويل خلفهما لقيادة أصدقائهما لضمان تدمير المخيم بشكل دائم. عاد بوجسلي ويوم الأربعاء إلى المنزل في شاحنة المخيم المسروقة.
تحاول ديبي قتل فيستر بتفجير قصرهما، لكنه نجا. ثم أخرجت مسدسًا وكشفت أنها لم تحبه أبدًا وكانت تسعى وراء ماله فقط. يساعد ثينج فيستر. في وقت لاحق، يعتذر فيستر لجوميز في قصر آدامز، ويعود وينزداي وبوجسلي، وينجحان في لم شمل الأسرة أخيرًا. وفي تلك اللحظة، تصل ديبي، وتمسك بهم تحت تهديد السلاح، وتقيدهم على الكراسي الكهربائية لقتلهم جميعًا.
تستمع عائلة آدامز إليها بتعاطف، حيث تشرح أنها عندما كانت طفلة وراقصة باليه صغيرة (كما تدعي)، قتلت والديها شارون وديف بعد أن أعطوها دمية باربي ماليبو في عيد ميلادها العاشر بدلاً من راقصة الباليه التي ترغب فيها باربي. ثم، عندما أصبحت بالغة، قتلت زوجيها الأولين لأسباب تافهة ومادية بشكل لا يصدق. وفي الوقت نفسه، يهرب بوبرت، الذي عاد الآن إلى طبيعته الشاحبة ذات الشارب، من سريره بسكين ويصل إلى الأسرة عبر سلسلة من الأحداث غير المحتملة. بينما تخفض ديبي المفتاح لصعق آل آدامز بالكهرباء، يربط بوبرت سلكين مفكوكين، ويعيد توجيه التيار الكهربائي من خلالها بدلاً من ذلك، ويدمرها بطريقة مذهلة. كل ما تبقى هو كومة من الرماد، وحذائها، وبطاقات الائتمان الخاصة بها - وسيلة خلاص الأسرة.
بعد مرور بعض الوقت، يجتمع آل آدامس وأقاربهم للاحتفال بعيد ميلاد بوبرت الأول، بحضور جويل أيضًا. ينوح فيستر على فقدان ديبي، لكنه سرعان ما يصاب بالخرف، مربية جديدة استأجرها ابن عمه إيت وزوجته مارجريت ألفورد لطفلهما. في مقبرة العائلة، يحاول جويل دعوة وينزداي للخروج بالسؤال عن مستقبل مع زوج، على الرغم من أنها ترفضه. ثم تخبره أن ديبي كانت قاتلة أزواج غير محترمة، وأن وينزداي كانت لتخيف زوجها حتى الموت وتتأكد من عدم القبض عليها. بينما يضع الزهور على قبر ديبي، تخرج يد من الأرض وتمسك به، مما دفع وينزداي إلى الابتسام وهو يصرخ.

## الممثلون

### طاقم العمل:
- أنجيليكا هيوستن في دور مورتيشيا آدامز
- راؤول خوليا في دور جومي آدامز
- كريستوفر لويد في دور فيستر آدامز
- كريستينا ريتشي في دور الأربعاء آدامز
- كريستوفر هارت في دور "ثينغ"
- كاريل سترييسكين في دور ليرتش
- جيمي ووركمان في دور باغسلي آدامز
- كارول كاين في دور الجدة آدامز (بدلاً من جوديث مالينا)
- جون فرانكلين في دور ابن العم إيت
- جوان كوساك في دور ديبي جيلينسكي
- دينا آيفي في دور مارغريت ألفورد-آدامز (زوجة ابن عم إيت آدامز)
- ديفيد كرومهولتز في دور جويل غليكر
- كايتلين وكريستين هوبر في دور بيوبرت آدامز
- بيتر ماكنيكول في دور غاري غرينجر
- كريستين بارانسكي في دور بيكي مارتن-غرينجر
- ميرسيدس مكناب في دور أماندا باكمان، إحدى المخيمين في معسكر تشيبيوا (مكباب لعبت دور الفتاة الكشافة في الفيلم الأول)

## روابط خارجية
- قيم عائلة آدامز على موقع IMDb (الإنجليزية)
- قيم عائلة آدامز على موقع ميتاكريتيك (الإنجليزية)
- قيم عائلة آدامز على موقع روتن توميتوز (الإنجليزية)
- قيم عائلة آدامز على موقع نتفليكس (الإنجليزية)
- قيم عائلة آدامز على موقع قاعدة بيانات الأفلام العربية
- قيم عائلة آدامز على موقع ألو سيني (الفرنسية)
- قيم عائلة آدامز على موقع Turner Classic Movies (الإنجليزية)
- قيم عائلة آدامز على موقع أول موفي (الإنجليزية)
- قيم عائلة آدامز على موقع بوكس أوفيس موجو (الإنجليزية)
- قيم عائلة آدامز على موقع فيلمافينيتي (الإسبانية)